# 1620 a tudományban
Az 1620. év a tudományban és a technikában.

## Geológia
- Francis Bacon leírja az Atlanti-óceán túloldalán lévő mozaikos partvonalakat.

## Kémia
- Francis Bacon az okfejtést bevezeti tudományos munkába a Novum Organum című munkájában.

## Születések
- július 21. - Jean Picard, csillagász (1682)
- Robert Morison, botanikus (1683)
- Edme Mariotte, fizikus (1684)

## Halálozások
- Simon Stevin, tudós (kb 1548)